# کدو سبز
کدو سبز یا کدو مسمایی یا کدو تابستانی (به انگلیسی: zucchini) نوعی کدوی تابستانی است که می‌تواند تا حدود یک متر رشد کند، اما معمولاً در نصف این اندازه یا کمتر، برداشت می‌شود و به همراه بسیاری از انواع دیگر کدوها، مانند کدو تنبل، در گونهٔ کدو تخم پوست کاغذی (نام علمی: Cucurbita pepo) دسته‌بندی می‌گردد. کدو سبز
می‌تواند سبز تیره یا روشن باشد. پیوند مشابه آن، کدوی طلایی، ممکن است نارنجی یا زرد تیره باشد.
در زمینهٔ آشپزی، از کدو سبز به صورت تره‌بار استفاده می‌شود، یعنی معمولاً به عنوان یک چاشنی خوش‌طعم یا بخشی از غذا پخته می‌شود. اما از لحاظ گیاه‌شناسی، کدو سبز یک میوه نارس، حاصل از تورم تخمدان گل آن است.

## خواص کدو سبز
کدو سبز از نظر تغذیه‌ای دارای ارزش فراوان است و دارای انواع املاح و مواد معدنی و ویتامین است. این گیاه از بیماری:
- اسکوربوت
- کبودی
- کمبود ویتامین ث
- سرطان
- پیری زودرس

جلوگیری می‌کند.
خطر حمله قلبی و سکته مغزی را کاهش می دهد، از افزایش قند و چربی خون جلوگیری می‌کند، بهترین مبارز با بیماری هاست، آسم را به علت داشتن ویتامین ث درمان می‌کند، بینایی را تقویت می‌کند و موجب سلامت چشم می‌شود، موجب تقویت حافظه می‌شود، کالری کمی دارد و بیش از ۹۵ درصد آن را آب تشکیل می دهد به همین علت برای افرادی که رژیم دارند مناسب است، برای افراد گرم مزاج بسیار مفید است، خون ساز است، یبوست و سوء هاضمه را برطرف می‌کند، ادرارآور است، تب را پایین می‌آورد و برای یرقان مفید است.

## مضرات کدو سبز
مصرف بیش از حد این گیاه برای کسانی که طبعی سرد دارند یا در مناطق سرد زندگی می‌کند مناسب نیست؛ زیرا موجب نفخ، سنگینی و درد معده می‌شود. همچنین کسانی که نفخ روده و دل درد دارند مصرف این گیاه برایشان مناسب نیست؛ زیرا موجب بی حسی روده و معده می‌شود.

## چند نکته جهت تهیه و نگهداری کدو سبز
برای خرید کدو سبز آنهایی را انتخاب کنید که پوستشان براق‌تر و وزنشان سنگین تر از اندازه‌شان می‌باشد همچنین توجه داشته باشید پوست آن نباید خیلی سفت باشد چون پوست سفت نشان دهنده بیش از حد رسیده بودن کدو است. کدوهایی را که اندازه متوسط دارند خریداری کنید. سوراخ‌های روی کدو نشان دهنده خراب بودن و فاسد بودن آن است. کدو را باید به صورت نشسته در کیسه پلاستیکی در یخچال نگهداری کرد.

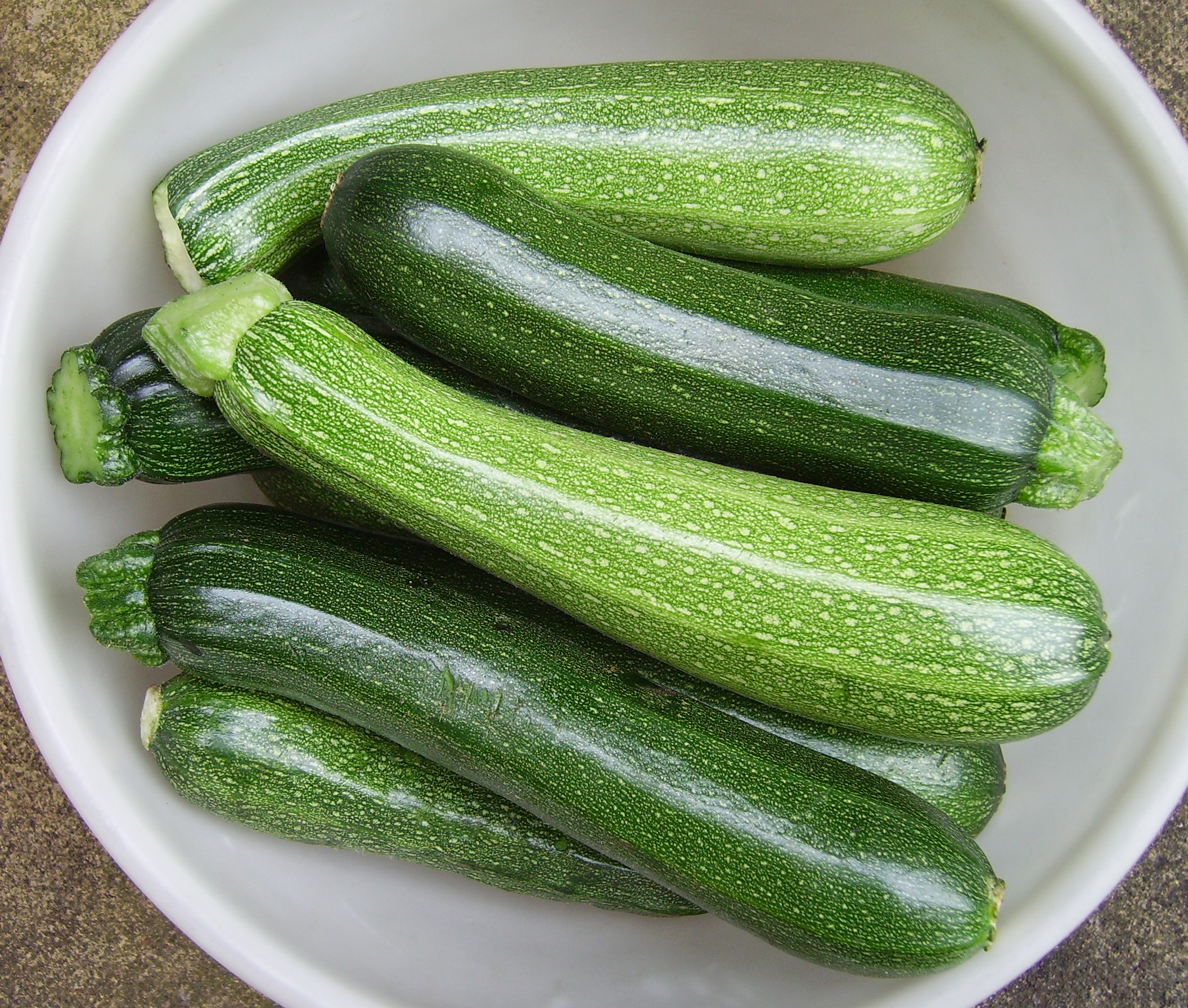
کدو سبز
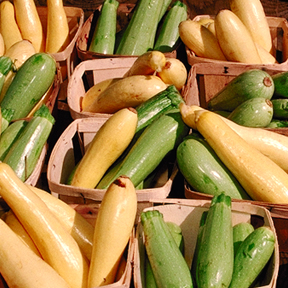
کدو سبز و کدو مسما
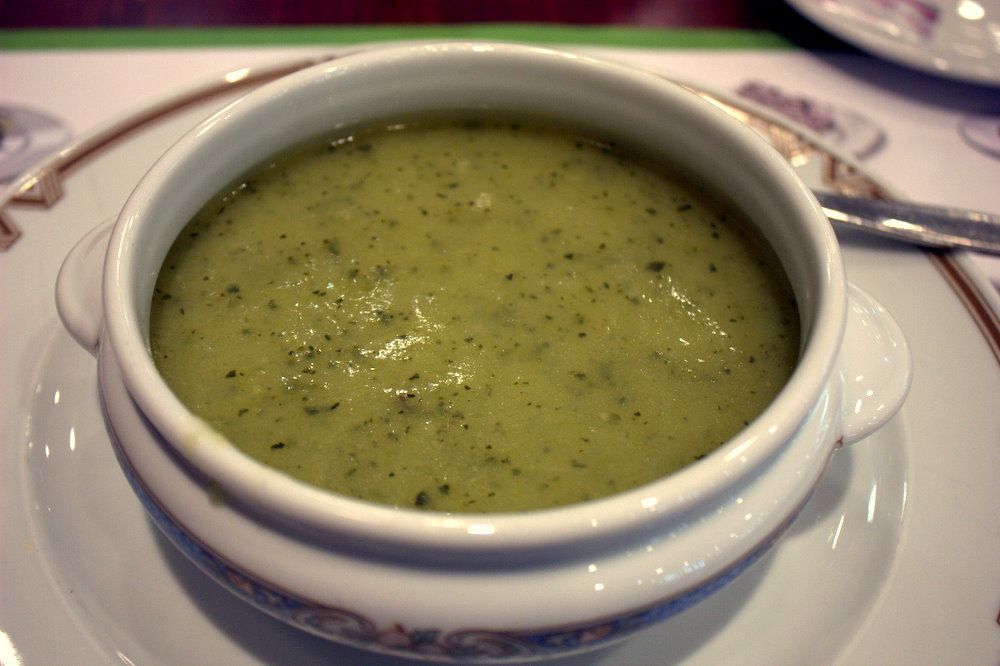
سوپ کدو
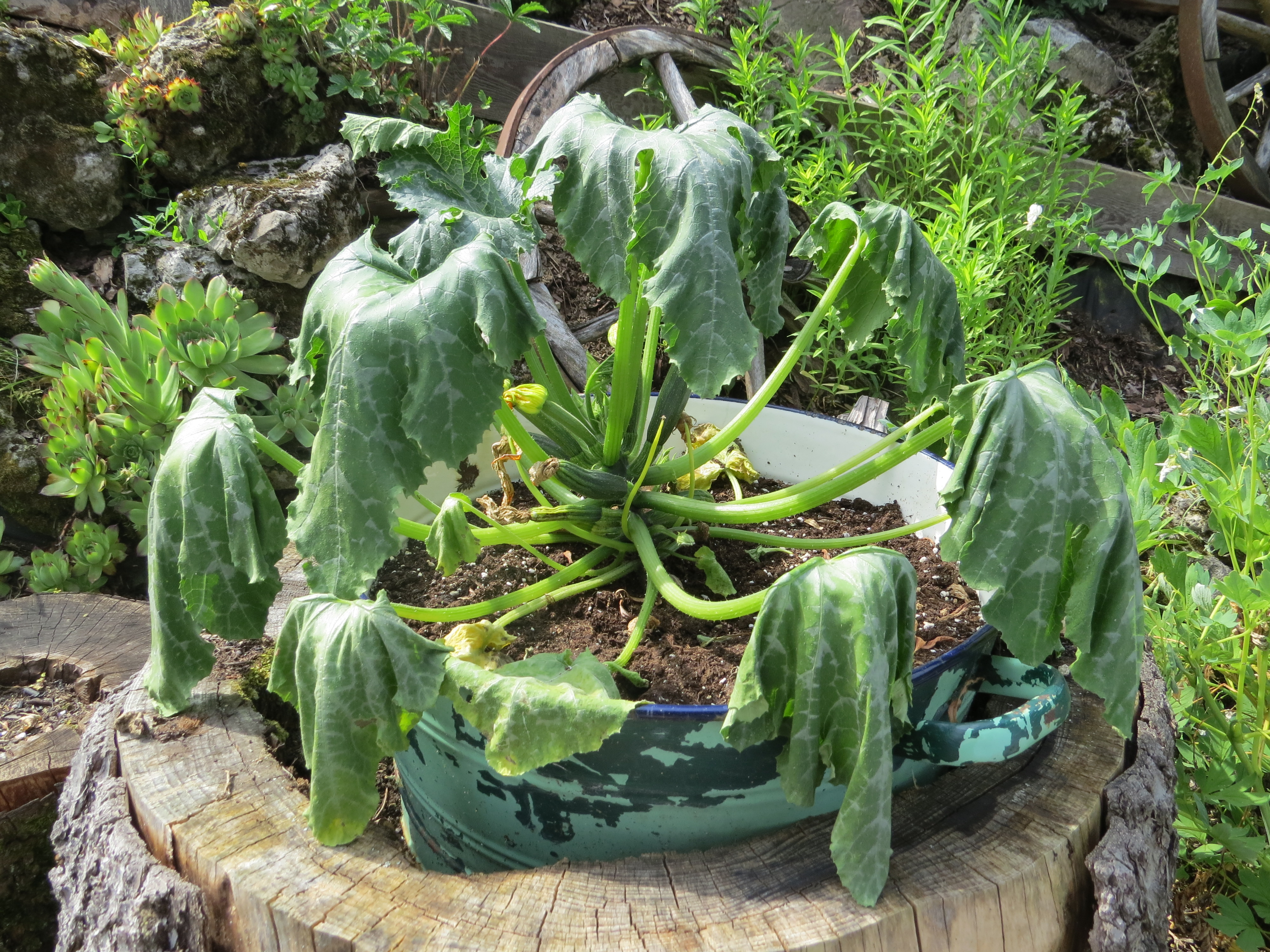
بوته کدو
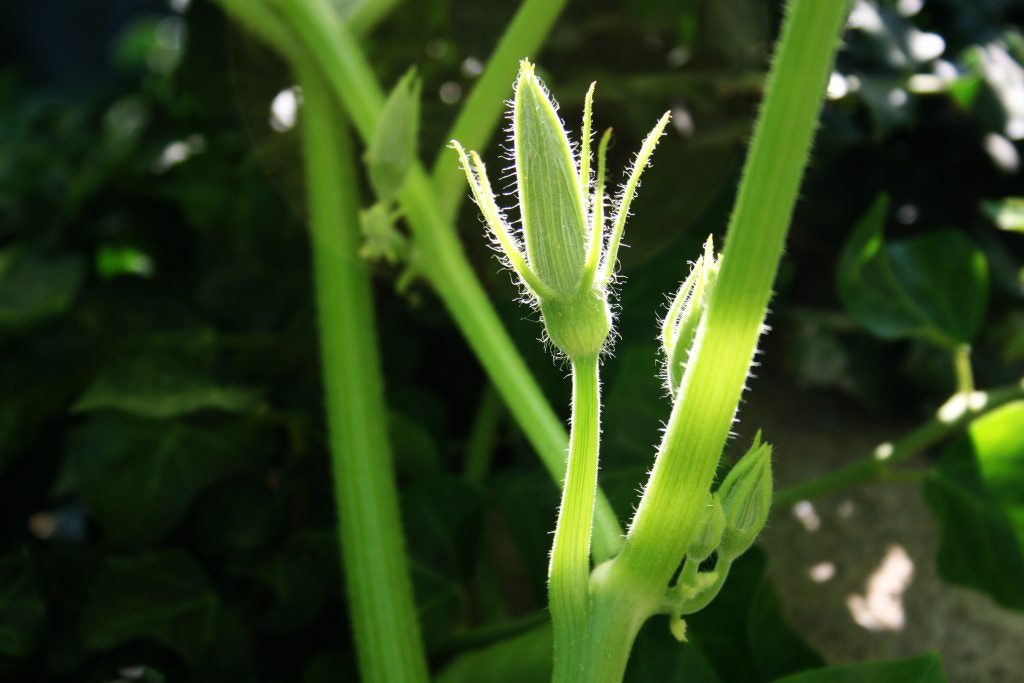
گیاه کدو